# Alcyoneus (Galaxie)
Alcyoneus ist eine etwa fünf Megaparsec oder 16,3 Millionen Lichtjahre große Radiogalaxie. Sie ist die bisher (2024) zweitgrößte entdeckte Radiogalaxie und wurde durch Daten des LOFAR (Low Frequency Array) gefunden. Zum Vergleich besitzt die Milchstraße einen Durchmesser von bis zu 200.000 Lichtjahren. Die Masse der gesamten Galaxie beträgt etwa 240 Milliarden Sonnenmassen, die des supermassereichen schwarzen Loches 400 Millionen Sonnenmassen. Alcyoneus ist 3 Milliarden Lichtjahre entfernt.
Die Galaxie wurde nach Alkyoneus, einem Riesen der griechischen Mythologie, benannt.